# Narcos: Mexico
Narcos
Narcos : Mexico ou Narcos : le Mexique au Québec, est une série télévisée dramatique américano-mexicaine créée et produite par Carlo Bernard et Doug Miro (en). La série a débuté sur Netflix le 16 novembre 2018.
Destinée à être la quatrième saison de la série originale de Netflix Narcos, la saison a été finalement réalisée comme une série dérivée qui se concentre sur le trafic de drogues au Mexique, tandis que la série originale est centrée sur le trafic de drogues en Colombie.

## Synopsis
La série explore les origines de la guerre de la drogue au Mexique en nous faisant découvrir l'époque où le monde du trafic de drogue mexicain était une confédération lâche et désorganisée composé uniquement de producteurs et de négociants indépendants. Elle raconte l'ascension du cartel de Guadalajara dans les années 1980 au travers de Miguel Ángel Félix Gallardo (Diego Luna), en narrant comment ce dernier a réussi à en faire un des grands empires de la drogue. Elle montre également comment Enrique « Kiki » Camarena (Michael Peña), un agent de la DEA fraîchement muté sur place, a fait pour lutter contre cette organisation en pleine croissance. Alors que Kiki commence à comprendre le mode de fonctionnement de Félix Gallardo et devient de plus en plus empêtré dans sa mission, une série d'événements tragiques se déroule, affectant le commerce de la drogue et la guerre contre cette dernière pour les années à venir.

## Distribution

### Acteurs principaux
- Diego Luna : Miguel Ángel Félix Gallardo (saisons 1 et 2, invité saison 3)
- Michael Peña (VF : Benjamin Penamaria) : Enrique "Kiki " Camarena (saison 1)
- Tenoch Huerta : Rafael « Rafa » Caro Quintero (saison 1, invité saison 2)
- Alyssa Diaz (VF : Laëtitia Lefebvre) : Mika Camarena (saison 1)
- Joaquín Cosío (es) : Ernesto « Don Neto » Fonseca Carrillo (saison 1, invité saison 2, récurrent saison 3)
- José María Yazpik (es) : Amado Carrillo Fuentes
- Matt Letscher (VF : Raphaël Beauville) : James Kuykendall (saisons 1 et 3, invité saison 2)
- Ernesto Alterio : Salvador Osuna Nava (saison 1)
- Alejandro Edda : Joaquín « El Chapo » Guzmán
- Fernanda Urrejola : Maria Elvira (saisons 1 et 2)
- Teresa Ruiz : Isabella Bautista (inspiré de Sandra Ávila Beltrán[2]) (saisons 1 et 2)
- Aaron Staton (VF : Sébastien Desjours) : Butch Sears (saison 1)
- Lenny Jacobson (en) (VF : Fabrice Lelyon) : Roger Knapp (saison 1)
- Gerardo Taracena (en) : Pablo Acosta (saisons 1 et 2)
- Julio Cedillo (VF : Boris Rehlinger) : Comandante Guillermo González Calderoni (saisons 1 et 2)
- Scoot McNairy (VF : Yann Guillemot) : Walt Breslin, le narrateur de l'histoire (saisons 2 et 3, récurrent saison 1)
- Alfonso Dosal (es) : Benjamín Arellano Félix (en) (saisons 2 et 3, récurrent saison 1)
- Mayra Hermosillo (VF : Nayéli Forest) : Enedina Arellano Félix (saisons 2 et 3)
- Manuel Masalva : Ramón Arellano Félix (en) (saisons  2 et 3, récurrent saison 1)
- Miguel Rodarte (VF : Olivier Peissel) : Danilo Garza (saison 2)
- Alex Knight (VF : François Santucci) : Kenny Moss (saison 2, invité saison 1)
- Jesse Garcia (VF : Xavier Couleau) : Sal Orozco (saison 2)
- Matt Biedel (VF : François Bergeron) : Daryl Petsky (saison 2)
- Jero Medina (VF : Sébastien Baulain) : Ossie Mejía (saison 2)
- Alberto Zeni (en) (VF : Sébastien Perez) : Amat Palacios (saison 2)
- Gorka Lasaosa (es) : Héctor Luis Palma Salazar (saisons 2 et 3, récurrent saison 1)
- Andres Londono : Enrique Clavel (saison 2)
- Alberto Ammann : Hélmer « Pacho » Herrera (saisons 2 et 3, invité saison 1)
- Flavio Medina (en) : Juan García Ábrego (saisons 2 et 3)
- Luis Gerardo Méndez (VF : Lorenzo Beri) : Víctor Tapia (saison 3)
- Luisa Rubino (VF : Kelly Marot) : Andrea Núñez (saison 3)
- José Zuñiga (VF : Olivier Peissel) : le Général Jesús Gutiérrez Rebollo (saison 3)
- Beau Mirchoff (VF : Donald Reignoux) : Steve Sheridan (saison 3)
- Kristen Gutoskie (VF : Alexandra Ansidei) : Dani (saison 3)
- Bobby Soto (VF : Alfonso Venegas Flores) : David Barron Corona (en) (saison 3, récurrent saison 2)
- Lorenzo Ferro (es) (VF : Anthony Carter) : Alex Hodoyan (saison 3)
- Alejandro Furth : Ramon Salgado (saison 3)
- Alberto Guerra (en) : Ismael « El Mayo » García (saison 3)

Photos des acteurs principaux
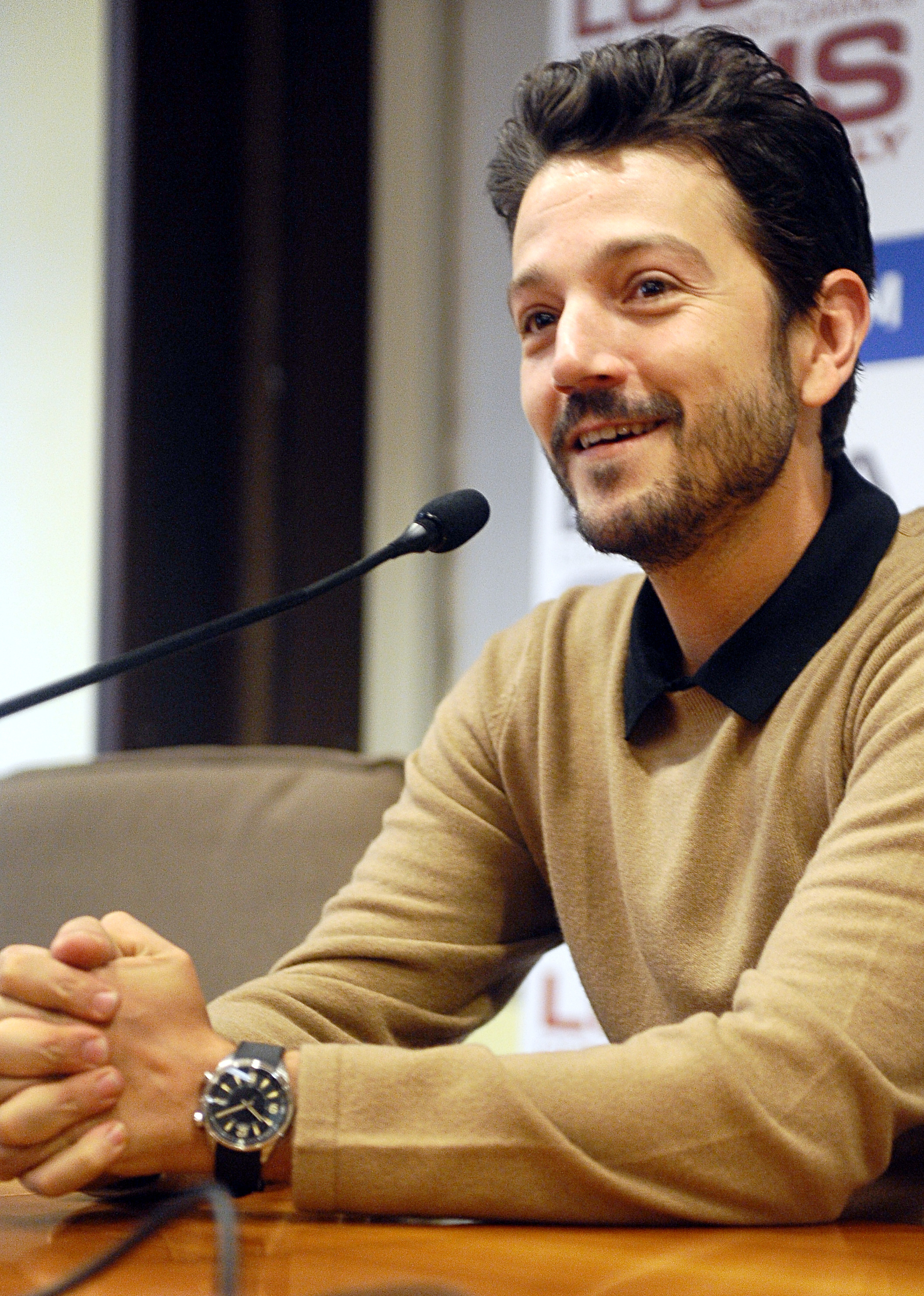
Diego Luna interprète Félix Gallardo
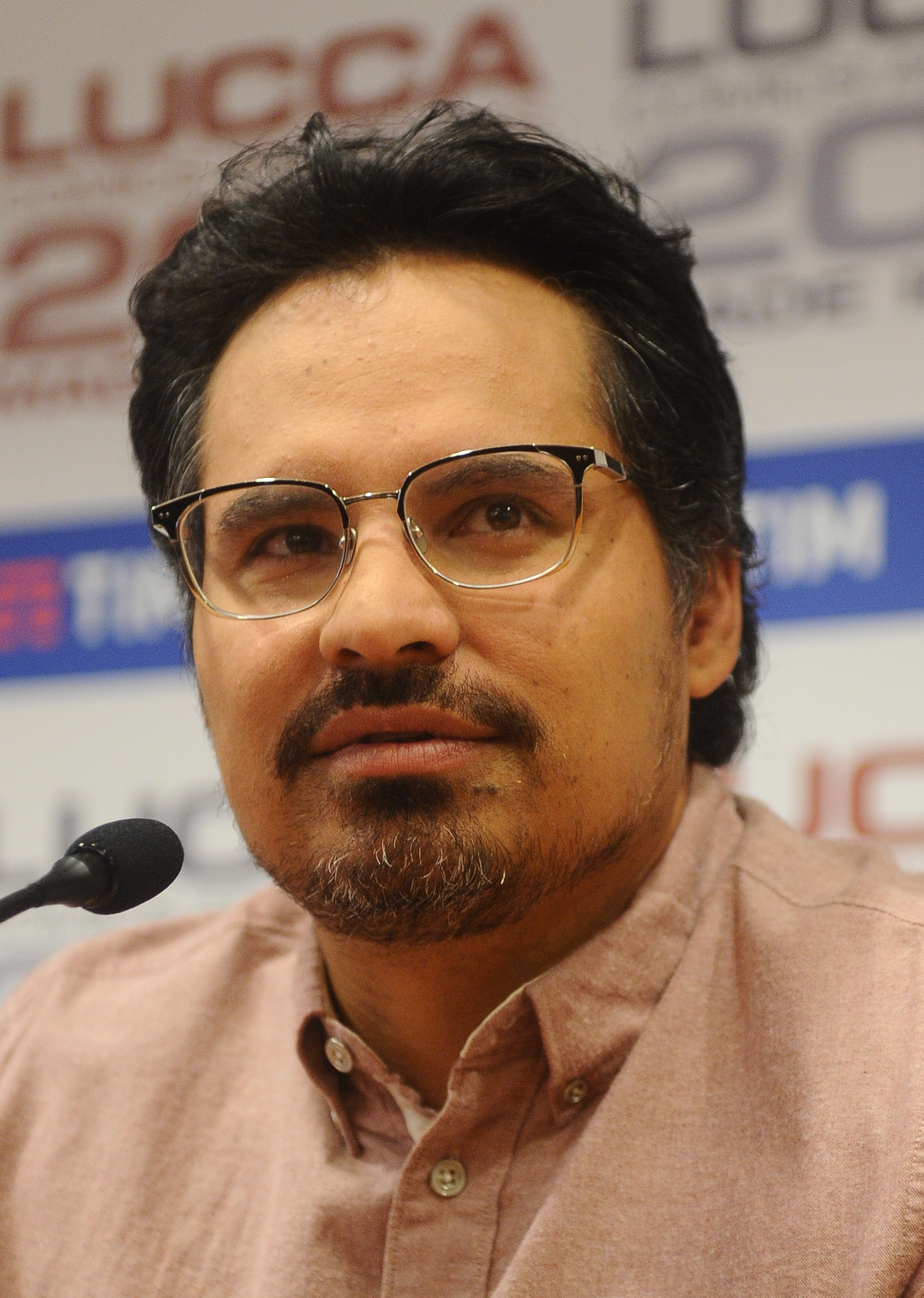
Michael Peña interprète Enrique « Kiki » Camarena
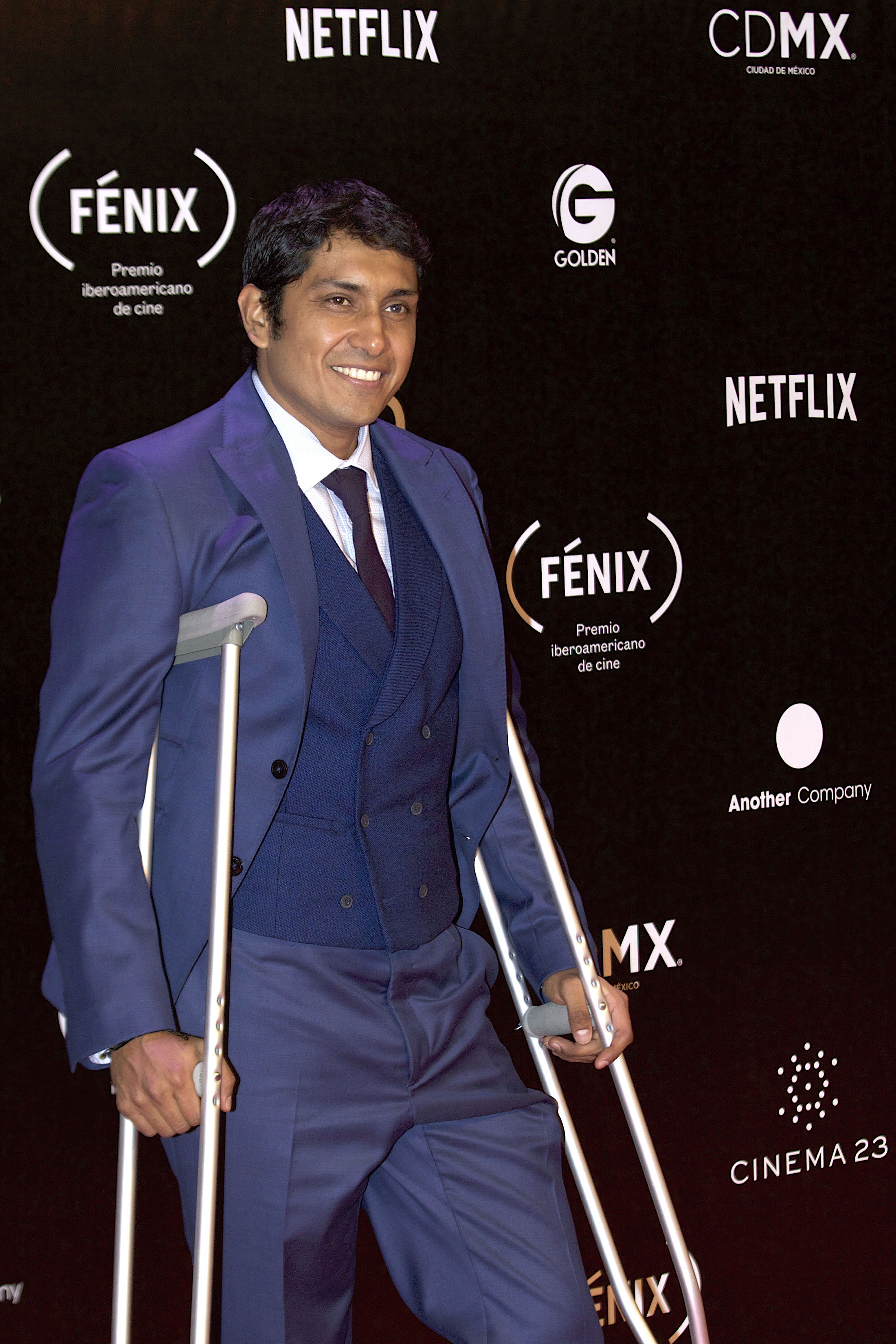
Tenoch Huerta interprète Rafael Caro Quintero
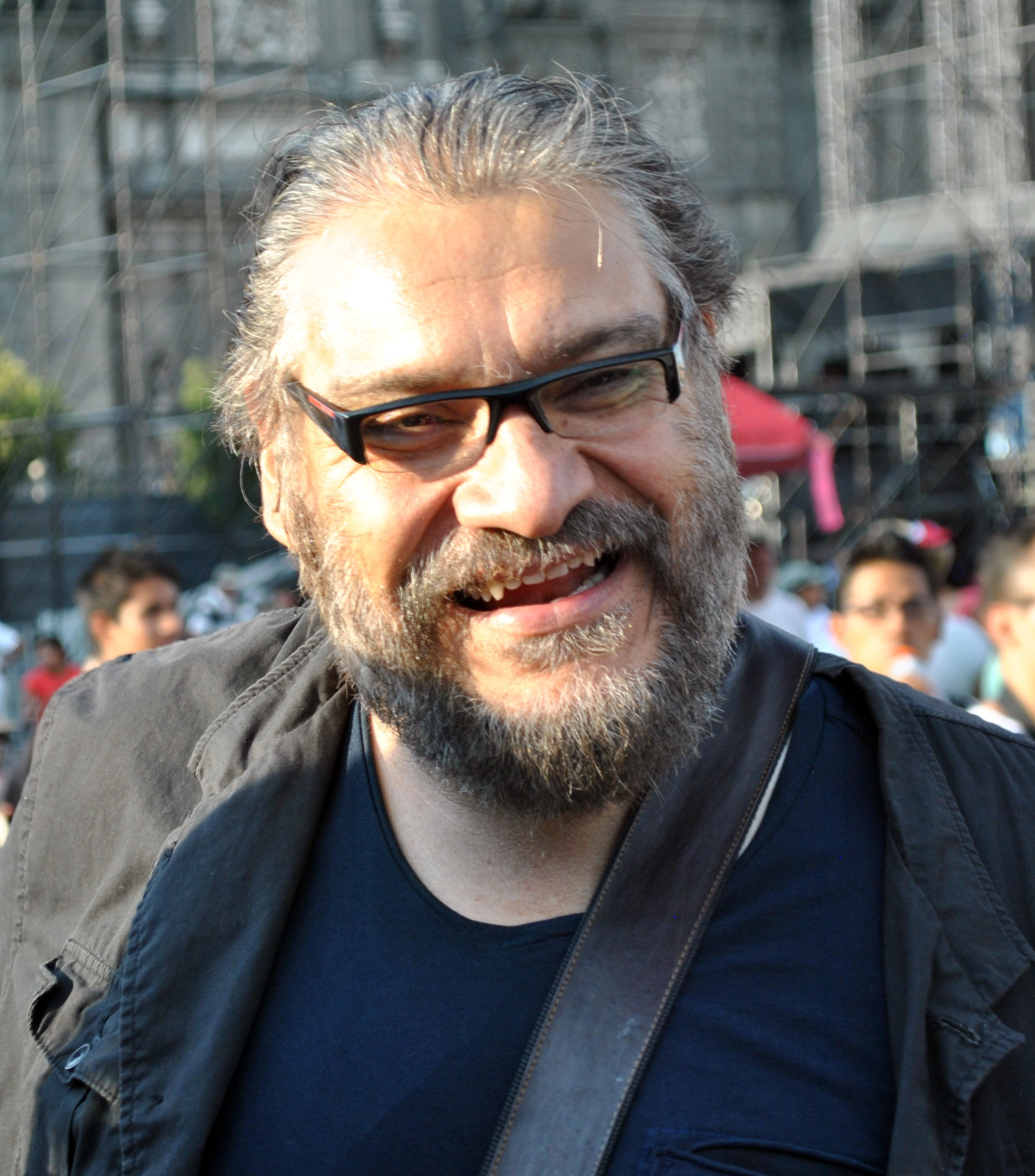
Joaquín Cosío (es) interprète Ernesto « Don Neto » Fonseca Carrillo
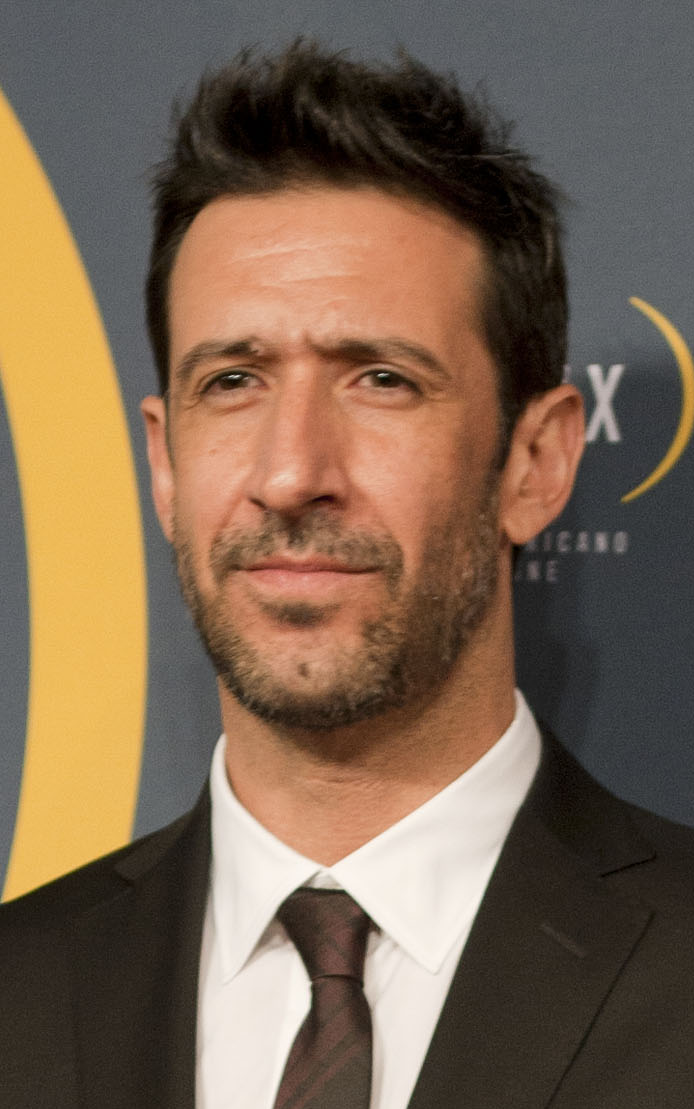
José María Yazpik (es) interprète Amado Carrillo Fuentes
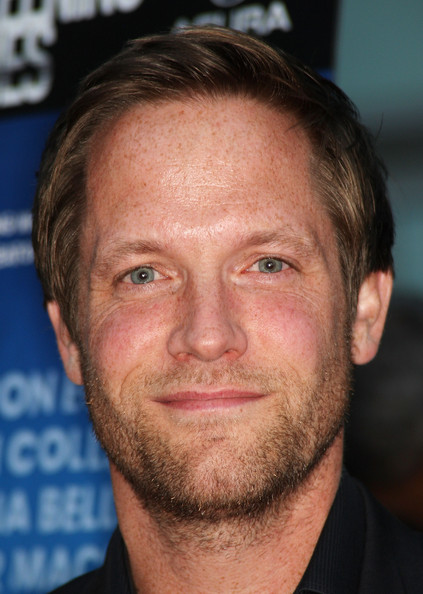
Matt Letscher interprète James Kuykendall
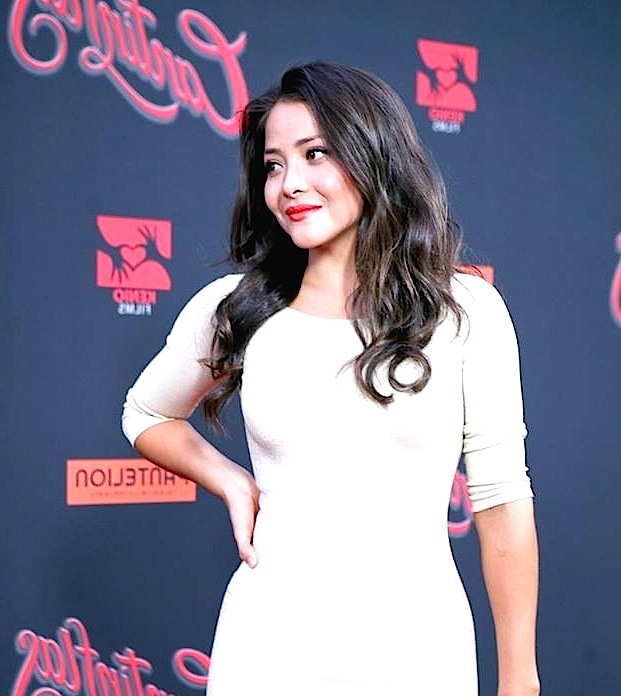
Teresa Ruiz interprète Isabella Bautista

### Acteurs récurrents
- Tessa Ia (en) : Sofia Conesa (saisons 1 et 2)
- Clark Freeman (VF : Jeff Esperansa) : Ed Heath (saisons 1 et 2)
- Fermin Martinez : Juan José « El Azul » Esparragoza Moreno (saisons 1 à 3)
- Guillermo Villegas : Sammy Alvarez (saison 1)
- Horacio Garcia Rojas : Tomas Morlet (saison 1)
- Jackie Earle Haley : Jim Ferguson (saison 1)
- Yul Vazquez (VF : Régis Reuilhac) : John Gavin (saison 1)
- Brian Buckley : John Clay Walker (en) (saison 1)
- Mark Kubr : Tony (saison 1)
- Mike Doyle : Thomas Buehl (saison 1)
- Milton Cortez : Ruben Zuno Arce (saisons 1 et 2)
- Sosie Bacon (VF : Caroline Pascal) : Mimi Webb Miler (saison 2)
- Jesús Ochoa (es) : Juan Nepomuceno Guerra (saisons 2 et 3)
- Noé Hernández : Rafael Aguilar Guajardo (saisons 2 et 3)
- José Julián : Javier Arellano Félix (en) (saisons 2 et 3)
- Sebastián Buitrón : Eduardo Arellano Félix (en) (saisons 2 et 3)
- Adriana Llabrés : Ruth Arellano Félix (saisons 2 et 3)
- Manuel Uriza : Carlos Hank González (saison 3)
- Damayanti Quintanar : Hortencia Tapia (saison 3)
- James Earl : Craig Mills (saison 3)
- Bad Bunny : Everardo Arturo « Kitty » Paez (saison 3)
- Yessica Borroto : Marta (saison 3)
- Diego Calva : Arturo Beltran Leyva (en) (saison 3)
- Fernando Bonilla : Vicente Carrillo Fuentes (en) (saison 3)
- Markin López : Rogelio (saison 3)
- Iván Aragón : Alfredo Hodoyan (saison 3)
- Eric Etebari (en) : Jack Dorian (saison 3)

### Invités
- Francisco Denis (en) : Miguel Rodriguez Orejuela (saison 1)
- Julián Díaz : El Negro ou « Blackie » (saison 1)
- Jorge A. Jimenez : Poison (saison 1)
- Wagner Moura : Pablo Escobar (saison 1, saison 3 épisode 4)
- Pêpê Rapazote : Chepe Santacruz Londono (saisons 1 et 3)
- Matias Varela : Jorge Salcedo Cabrera (saison 2)
- Eric Lange : Bill Stechner (saison 2)
- Juan Sebastián Calero : Navegante (saison 2)
- Damián Alcázar : Gilberto Rodríguez Orejuela (saison 3)

## Production

### Développement
Le 6 septembre 2016, Narcos a été renouvelée par Netflix pour les saisons 3 et 4. La production de la saison quatre a commencé à la fin de 2017 au Mexique.
En juillet 2018, il a été annoncé que la quatrième saison sera développée en une nouvelle série en parallèle avec l'ancienne, composée d'une nouvelle distribution. Elle s'intitulera Narcos : Mexico, et sera diffusée en 2018.
Le 5 décembre 2018, Netflix annonce le renouvellement de la série pour une deuxième saison.
Le 28 octobre 2020, la série est renouvelée pour une troisième et dernière saison par Netflix, elle sera diffusée le 5 novembre 2021 sur la plateformeet comptera comme les deux saisons précédentes 10 épisodes.

### Attribution des rôles

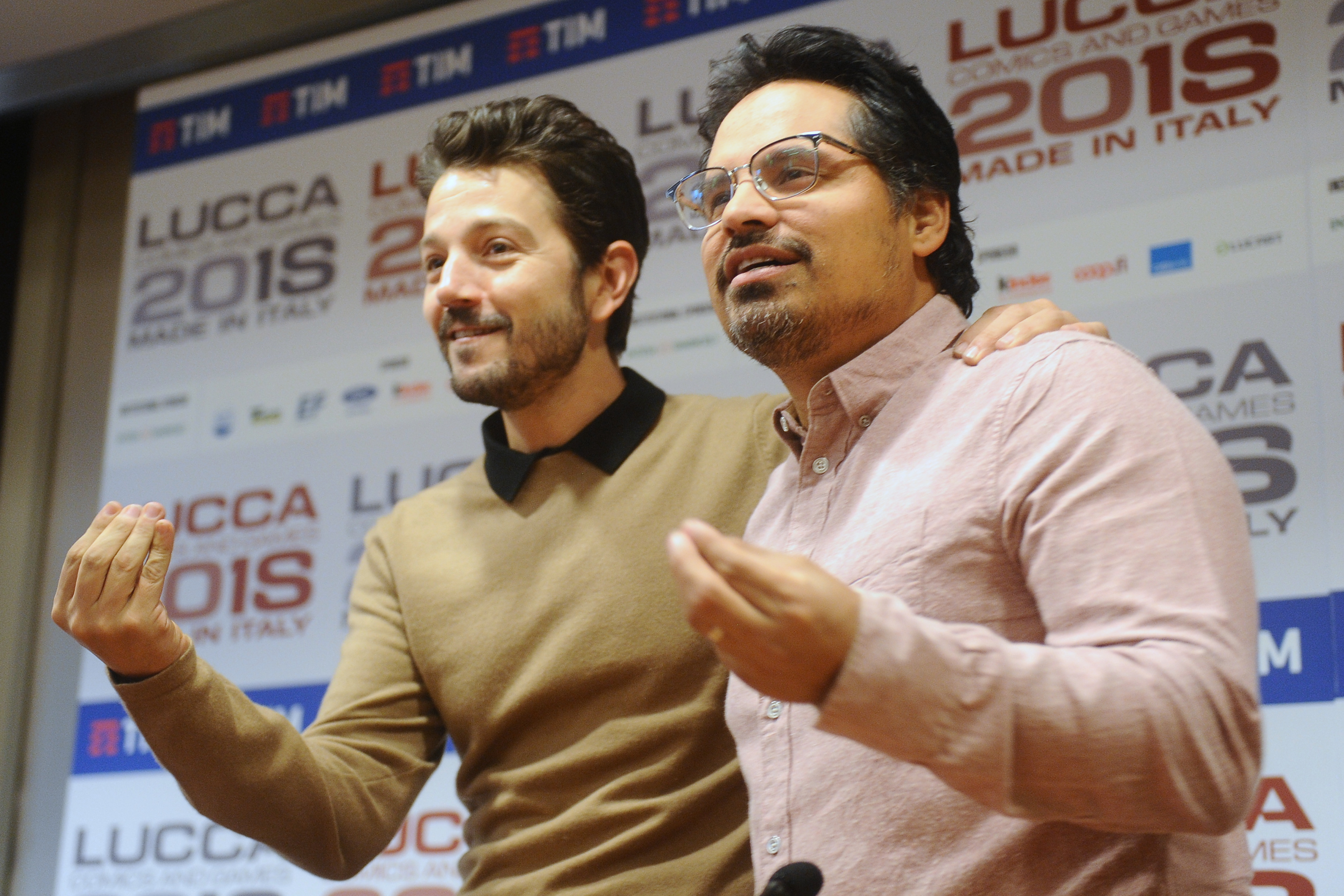
Les acteurs Diego Luna et Michael Peña en pleine promotion de la série, en mars 2018.

Le 19 décembre 2017, il est annoncé que Michael Peña et Diego Luna rejoignaient la distribution de la nouvelle saison.
Le 3 janvier 2018, Matt Letscher rejoint le casting de la série pour interpréter un personnage régulier.
En mai 2018, le showrunner Eric Newman annonce que Tenoch Huerta, Joaquín Cosío, Teresa Ruiz, Alyssa Diaz, et José María Yazpik feront partie de la distribution de la série.

## Épisodes

### Première saison (2018)
1. Le Camelot (Camelot)
2. Le Système des plazas (The Plaza System)
3. El Padrino (El Padrino)
4. Oh, Rafa ! (Rafa, Rafa, Rafa!)
5. La Colombian Connection (The Colombian Connection)
6. La Última Frontera (La Última Frontera)
7. Le Big Boss (Jefe de Jefes)
8. Dire non (Just Say No)
9. Lope de Vega, 881 (881 Lope de Vega)
10. Opération Leyenda (Leyenda)

### Deuxième saison (2020)
1. Salva El Tigre (Salva el tigre !)
2. Le Sort en est jeté (Alea Iacta Est)
3. Ruben Zuno Arce (Ruben Zuno Acre)
4. Le Grand tunnel (The Big Dig)
5. Le Clan des frères Arellano (AFO)
6. Montré du doigt (El Dedazo)
7. Vérité et réconciliation (Truth and Reconciliation)
8. Quand le système s'effondre (Se Cayó El Sistema)
9. Croissance, prospérité et libération (Growth, Prosperity, and Liberation)
10. Libre-échange (Free Trade)

### Troisième saison (2021)
1. Un alcoolique anonyme (12 Steps)
2. Como la Flor (Como La Flor)
3. La nouvelle génération (Los Juniors)
4. Aéroport international Don Miguel Hidalgo y Costilla (GDL)
5. Sur le terrain (Boots on the Ground)
6. La patronne (La Jefa)
7. La Voz (La Voz)
8. Dernière danse (Last Dance)
9. Le grand bilan (The Reckoning)
10. Vivre en temps de guerre (Life in Wartime)

## Édition vidéo
En France, la première saison sort en DVD et en Blu-ray le 20 novembre 2019.

## Distinctions

### Récompenses
- Prix Platino 2019 :
  - Meilleur acteur dans une mini-série ou une télé-série pour Diego Luna

### Nominations
- 9e cérémonie des Critics' Choice Television Awards :
  - Meilleur acteur dans une série dramatique pour Diego Luna
- Prix Platino 2019 :
  - Meilleur ibero-americain dans une mini-série ou une télé-série

## Accueil

### Critiques
La première saison de Narcos : Mexico a un score de 86 % sur le site Rotten Tomatoes basée sur 35 avis avec une note moyenne de 7,43⁄10. "La franchise en explorant un nouveau territoire dans l’histoire sinistre de la guerre contre la drogue et en présentant les performances électriques de Diego Luna et Michael Peña". Sur Metacritic, la première saison affiche un score de 80⁄100, basé sur 7 critiques, indiquant des "avis généralement favorables".